# Francis Galton

Diagram przedstawiający deskę Galtona

Francis Galton (ur. 16 lutego 1822 w pobliżu Sparbrook, Birmingham, zm. 17 stycznia 1911 w Haslemere, Surrey) – brytyjski przyrodnik, antropolog, lekarz, meteorolog, geograf, socjolog, eugenik, ekonom, filozof i statystyk. Zasłynął dzięki pionierskim badaniom nad inteligencją ludzką. Kuzyn Charlesa Darwina. W 1909 roku nadano mu tytuł szlachecki.

## Życiorys
Pochodził z rodziny kwakrów. Studiował medycynę, następnie matematykę na Kolegium Trójcy Świętej w Cambridge. Studia medyczne kontynuował w Londynie. W następnych latach później nie pracował jako medyk. Dzięki zgromadzonym dużym oszczędnościowym mógł prowadzić liczne badania naukowe.
W 1840 roku odbył podróż po Europie, a w 1844 roku do Syrii i Egiptu. W następnych latach badał nieodkryte części Afryki Południowo-Zachodniej. Odbył nieudaną ekspedycję do jeziora Ngami. Pomimo niepowodzenia ekspedycji Galton dokonał szeregu odkryć geograficznych, dzięki którym w stosunkowo krótkim  w 1853 roku brytyjskie Królewskie Towarzystwo Geograficzne przyznało mu złoty medal w uznaniu zasług na polu badania Afryki oraz przyjęła go w poczet członków towarzystwa. Następnie został członkiem Royal Society. W 1886 roku otrzymał Royal Medal.
Był pionierem eugeniki jak i również autorem tego terminu. Naukami biologicznymi zainteresował się prawdopodobnie po przeczytaniu pracy Charlesa Darwina O powstawaniu gatunków z 1859 roku. W publikacji Hereditary Genius z 1869 roku użył terminu geniusz jako osoby o wyjątkowo wysokich, ale wrodzonych zdolnościach. Hereditary Genius miało wpływ na udoskonalenie teorii ewolucji przez Darwina. Był pionierem stosowania metod statystyki matematycznej w naukach biologicznych. Odkrył, że średni wzrost całej populacji jest utrzymywany za sprawą tego, iż dzieci wysokich rodziców są zazwyczaj również wysokie, ale nie osiągają wzrostu rodziców, zaś dzieci niski rodziców również są niskie, ale nie tak jak ich rodzice. Zjawisko to Galton nazwał regresją do średniej.
W celu wyjaśnienia losowych przyczyn powodujących zróżnicowanych cech, Galton wynalazł deskę, na której równomiernie nabito gwoździe tworzące trójkąt. Na szczycie jest wbity jeden gwóźdź, w następnym nabito dwa tak rozmieszczone, że gwóźdź z wyższego rzędu znajduje się nad środkiem liku pomiędzy dwoma nabitymi niżej. Na pochylonej desce upuszcza się kulki, których średnica była mniejsza niż odległość sąsiednich gwoździ. Kulki losowo wpadają do luk na lewo lub na prawo od gwoździa, a następnie spadały do jednego z rowków wyżłobionych na dole deski. Rozkład dużej liczby kulek pokrywa się z rozkładem normalnym. Wynalazek ten został później nazywany deską Galtona.
Zasłynął również dzięki dokładnym analizom odcisków palców oraz zaproponowania stosowania tej techniki do identyfikacji przestępców.
Wynalazł piszczałkę, za pomocą której w 1883 roku wyznaczył górny próg słyszalności.
W 1907 roku podczas pokazu zwierząt hodowlanych w Plymouth Galton zbierał opinię od zwiedzających o wadze i jakości prezentowanych zwierząt. Uzyskał odpowiedzi od 787 uczestników pokazu na temat jednego ze zwierząt. Galton założył, że osoby o skrajnie odmiennych zainteresowaniach, niespecjalizujące się w hodowli zwierząt, udzielą odpowiedzi znacznie odbiegającej od faktycznych wyników. Na podstawie przeprowadzonych badań wykazał, że oszacowana waga zwierzęcia (1207 funtów) była bardzo bliska faktycznej wadze (1198 funtów). Galton wykazał, że grupa dokonująca oceny nie musi składać się ze specjalistów, a ocena zjawiska wystawiona przez zespół osób może być precyzyjniejsza niż pogląd jednej osoby.
W 1910 roku został laureatem Medalu Copleya.
Jest autorem dziewięciu książek oraz około 200 artykułów naukowych. Napisał m.in. Hereditary Genius (1869), Inquiry into Human Faculty (1883; zbiór 40 artykułów napisanych w latach 1869–1883).